# RMS Lusitania

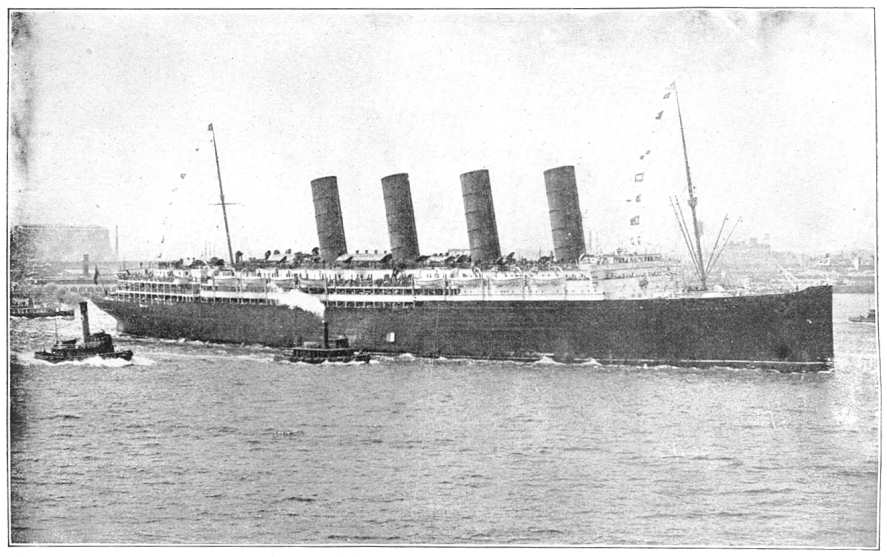
Transatlantyk „Lusitania”

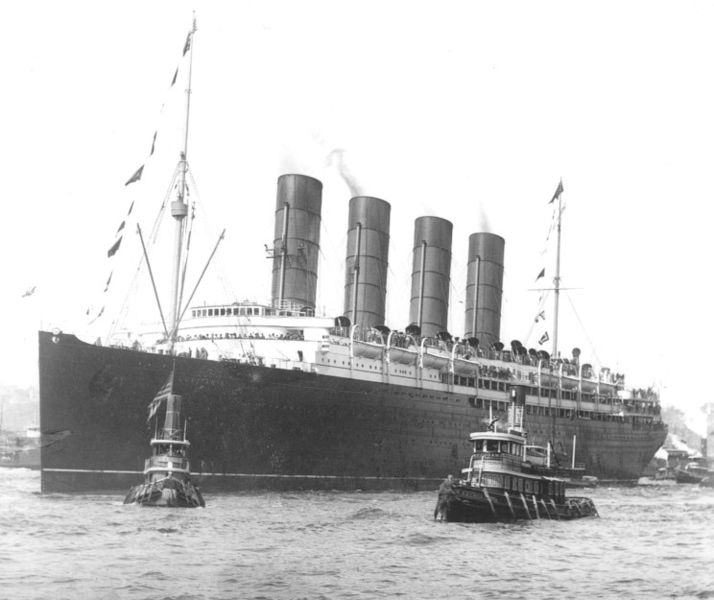
Transatlantyk „Lusitania”

RMS (ang. Royal Mail Steamer) Lusitania – brytyjski parowiec transatlantycki, zbudowany w stoczni Wallsend w Newcastle na zamówienie Cunard Line, zwodowany 7 czerwca 1906. Wraz z bliźniaczą „Mauretanią” był to w swoim czasie największy i najszybszy statek na szlaku atlantyckim i do wprowadzenia do eksploatacji „Olympica” i „Titanica” najbardziej luksusowy statek świata. Obie jednostki zostały zaprojektowane przy współpracy specjalistów z Admiralicji i cechowały się unikatowym napędem parowym oraz specjalnie zaprojektowaną konstrukcją kadłuba. Choć „Mauretania” była szybsza od „Lusitanii”, większym uznaniem pasażerów cieszyła się ta ostatnia, przede wszystkim ze względu na lepsze i bogatsze wyposażenie. Ich siostrzanym statkiem była trzecia z tej serii „Aquitania” (zwodowana w kwietniu 1913).

## Błękitna Wstęga Atlantyku
- październik 1906 podczas podróży do Southampton przy prędkości 23,61 węzła
- październik 1907 podczas podróży do Nowego Jorku przy prędkości 23,99 węzła
- lipiec 1908 podczas podróży do Nowego Jorku przy prędkości 25,01 węzła
- lipiec 1909 podczas podróży do Nowego Jorku przy prędkości 25,85 węzła

## Zatopienie Lusitanii

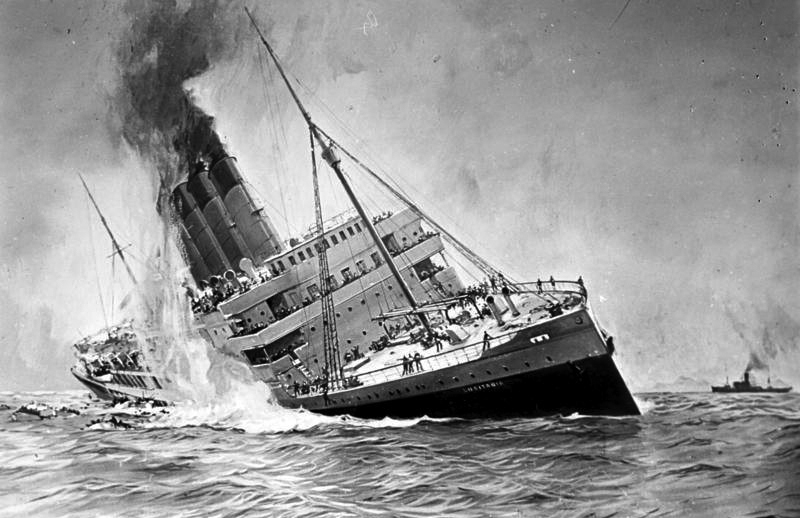
Tonąca „Lusitania”, storpedowana przez niemiecki okręt podwodny U-20

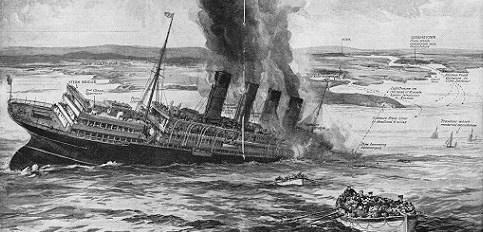
Tonąca „Lusitania”

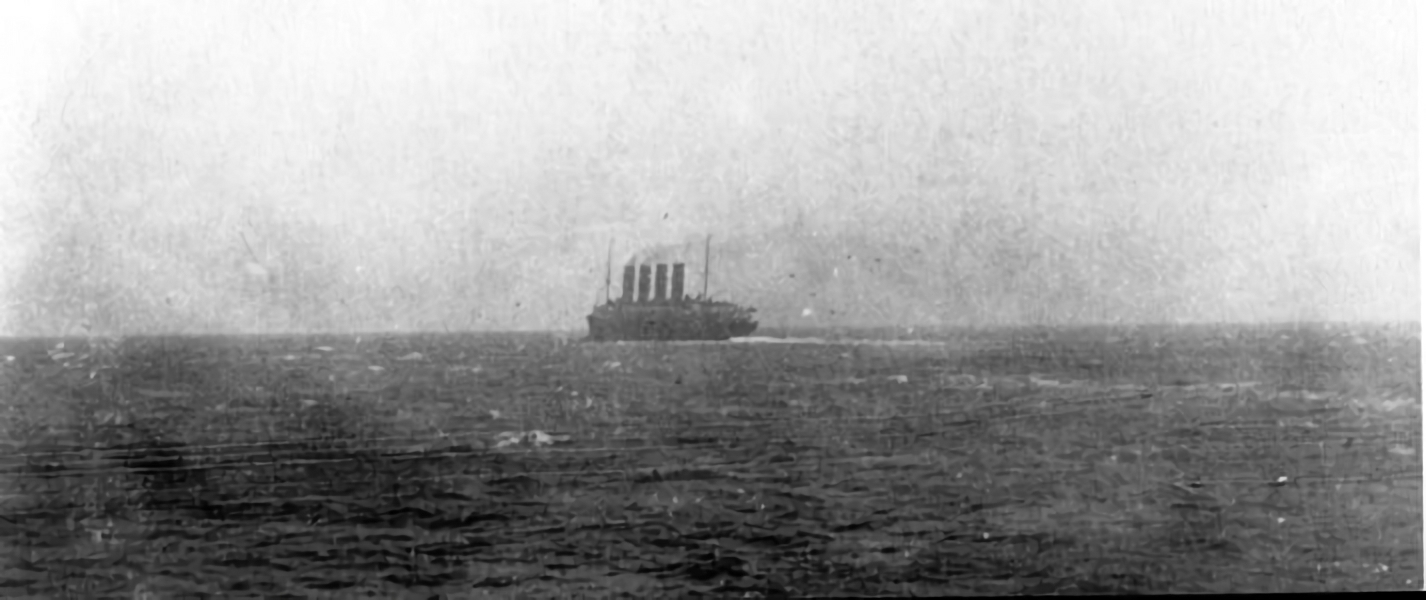
Ostatnie zdjęcie „Lusitanii” wychodzącej w jej ostatni rejs, wykonane z pokładu brytyjskiego niszczyciela koło portu w Nowym Jorku

„Lusitania” zatonęła podczas I wojny światowej, 7 maja 1915, po storpedowaniu przez niemiecki okręt podwodny U-20 podczas jej 202. rejsu przez Atlantyk kiedy odkryto, że przewozi broń dla brytyjskiej armii. Dowódca okrętu podwodnego, Walther Schwieger, twierdził później, że wystrzelił tylko jedną torpedę – jednak statek tego typu był odporny na trafienie pojedynczą torpedą, zarówno z powodu swojej wielkości, jak i stosowania grodzi wodoszczelnych (mimo uszkodzeń „Lusitania” nadal płynęła z prędkością przekraczającą 18 węzłów). Ostatecznie statek poszedł na dno z powodu drugiego wybuchu, którego źródło i przyczyny nie są do końca wyjaśnione. Wśród nich wymienia się:
- wybuch pyłu węglowego
- wybuch amunicji i materiałów wybuchowych przewożonych w ładowni – wbrew zakazom „Lusitania” przewoziła tego typu ładunek[2]
- wybuch pyłu aluminiowego (46 ton), przewożonego dla Royal Arsenal
- wybuch kotłów parowych po zalaniu ich wodą.

W 1993 wrak RMS „Lusitania” leżący 18 km od latarni Old Head of Kinsale u południowego wybrzeża Irlandii zbadał amerykański oceanograf i badacz wraków Robert Ballard.
Zatonięcie „Lusitanii” pociągnęło za sobą śmierć 1198 pasażerów – była to największa katastrofa od czasu zatonięcia „Titanica” w kwietniu 1912. Ocalały 764 osoby.

## Dane techniczne
- pojemność rejestrowa brutto – 31 938 BRT
- wyporność – 44 000 ton
- wymiary – 232,31 × 26,82 m (762,2 × 88,0 stóp)
- liczba kominów – 4
- liczba masztów – 2
- konstrukcja: stalowa
- silniki: wysokoprężne turbiny parowe
- prędkość – do 27 węzłów
- zbudowany w stoczni Swan, Hunter & Wigham Richardson
- położenie stępki – 16 czerwca 1904
- wodowanie – 7 czerwca 1906
- dziewicza podróż – 7 września 1907
- liczba miejsc dla pasażerów – 2165 w trzech klasach:
  - 563 w pierwszej
  - 464 w drugiej
  - 1138 w trzeciej

## Teorie spiskowe
Istnieje szereg teorii spiskowych twierdzących, że uczestnictwo Amerykanów w I wojnie światowej było wynikiem sprowokowania Niemców przez ówczesnego amerykańskiego sekretarza stanu, Roberta Lansinga, do zatopienia „Lusitanii” z cywilami na pokładzie. W rezultacie amerykańskie społeczeństwo zaczęło wyrażać coraz większą gotowość do walki i rozpoczęło się masowe wstępowanie w szeregi wojska. Istnieją przekazy, że agenci niemieccy w Stanach Zjednoczonych, wiedząc o planowanej przez amerykańskich strategów operacji false flag, dążyli do uniknięcia tragedii (Niemcy bały się przystąpienia Stanów Zjednoczonych do wojny), publikując w amerykańskiej prasie ostrzeżenia, by nie kupować biletów na rejsy statków pasażerskich wpływających na wody objęte działaniami wojennymi.
Przeświadczenie, że katastrofa ta odegrała kluczową rolę we włączeniu się Stanów Zjednoczonych do I wojny światowej, zdecydowanie kwestionuje Erik Larson w publikacji o tragedii „Lusitanii”. Statek został zatopiony 7 maja 1915, natomiast Stany Zjednoczone przystąpiły do wojny dopiero 6 kwietnia 1917.

## Obecność w kulturze
O zatopieniu statku Winsor McCay nakręcił w 1918 film rysunkowy Zatopienie Lusitanii.
Do tego zdarzenia nawiązuje też 1. odcinek serialu dokumentalnego Największe kłamstwa w historii (History's Greatest Lies) (2017) pt. Rok 1915. Zatopienie Lusitanii.